# Anthony Gardner
Anthony Derek Gardner, né le 19 septembre 1980 à Birmingham (Angleterre), est un footballeur international anglais.

## Biographie
Le 10 mai 2011, le club de Hull City annonce se séparer de Gardner et celui-ci retourne à Crystal Palace dès le mois d'août suivant. En 2012, il signe un contrat de deux saisons en faveur de Sheffield Wednesday. Le 6 mai 2014 il est libéré du club.

## Carrière
- 1998-2000 :  Port Vale FC
- 2000-2008 :  Tottenham Hotspur
  - fév. 2008-2008 :  Everton (prêt)
- 2008-2011 :  Hull City
  - 2010-2011 :  Crystal Palace (prêt)
- 2011-2012 :  Crystal Palace
- 2012-2014 :  Sheffield Wednesday